# Provincia de Gardaya
Gardaya (en árabe:  ولاية غرداية , en bereber: Taγerdayt) es un vilayato del este de Argelia. Su capital es la ciudad de Ghardaïa [Ghardaia]. En este lugar existen seis oasis: Mélika o (At-Mlishet), Béni-Isguen o (At-Isguen), Bounoura o (At-Bunur), El-Atteuf o (Tadjnint), Berriane o (At-Ibergane) y  Geurrara o (Iguerraren).

## Municipios con población de abril de 2008
- Berriane 30,200
- Bounoura 35,405
- Dhayet Bendhahoua 12,643
- El Atteuf 14,752
- El Guerrara 59,514
- El Menia 40,195
- Ghardaïa 93,423
- Hassi Fehal 3,651
- Hassi Gara 17,801
- Mansoura 2,840
- Metlili 40,576
- Sebseb 2,437
- Zelfana 10,161

A nivel administrativo, Ghardaïa se divide en 13 dairas (distritos):
- Berriane
- El-Goléa (El Menia)
- Metlili

Estos distritos se dividen a su vez en 38 baladiyahs (municipios):
- Berriane
- Bounoura
- Dhayet Bendhahoua
- El Atteuf
- El Guerrara
- El Menia
- Ghardaïa
- Hassi Fehal
- Hassi Gara
- Mansoura
- Metlilli
- Sebseb
- Zelfana